# Janoris Jenkins
(en) Statistiques sur pro-football-reference
Janoris Jenkins (né le 29 octobre 1988 à Pahokee) est un joueur professionnel américain de football américain actuellement agent libre dans la National Football League (NFL).
Il est sélectionné au 2e tour de la draft 2012 de la NFL par les Rams de Saint-Louis où il évoluera au poste de Cornerback de 2012 à 2015. Il joue ensuite respectivement pour les Giants de New York (2016-2019), les Saints de La Nouvelle-Orléans (2019-2020), les Titans du Tennessee (2021) et les 49ers de San Francisco (2022).
Au niveau universitaire, il a joué pendant quatre saisons (2008-2010) pour les Gators de l'université de Floride dans la NCAA Division I FBS avec qui il remporte le titre national au terme de la saison 2008.

## Enfance
Jenkins étudie à la Pahokee High School où il joue pour l'équipe de football américain de l'école. Il est nommé dans l'équipe de la classe 2B national et le magazine Parade le nomme All-American. Le site Rivals.com le classe quatre étoiles sur cinq et comme sixième meilleur cornerback lycéen du pays après la saison 2007.

## Carrière universitaire
Jenkins accepte une bourse d'athlète à l'Université de Floride où il jouera sous les ordres de l'entraîneur Urban Meyer au sein des Gators de la Floride de 2008 à 2010. Il devient le second  true freshman de l'histoire de l'université à débuter comme cornerback dès l'entame de sa première saison. Il fut nommé par le College Football News et le Sporting News dans l'équipe des Freshman de la SEC en 2008 (Freshman All-American teams).
Néanmoins, dès son entrée à l'université de Floride, il suscite la controverse. Le 1er juin 2009, il est arrêté à Gainesville pour une violente bagarre. Les policiers doivent utiliser un teaser pour l'immobiliser ca il refusait de coopérer. En 2011, il est cité à deux reprises pour possession de marijuana. Le 26 avril 2011, l'université de Floride annonce le renvoi de Jenkins du fait de sa seconde arrestation pour possession de drogue.
Jenkins trouve heureusement une équipe pour effectuer sa dernière saison universitaire, en s'engageant avec les Lions de l'Alabama du Nord, évoluant en deuxième division de la NCAA. Il est sous les ordres de Terry Bowden dans une saison où les Lions afficheront un bilan de 8 victoires pour 2 défaites.

## Carrière professionnelle

### NFL Combine
| Données mesurées lors du NFL Scouting Combine 2012, | Données mesurées lors du NFL Scouting Combine 2012, | Données mesurées lors du NFL Scouting Combine 2012, | Données mesurées lors du NFL Scouting Combine 2012, | Données mesurées lors du NFL Scouting Combine 2012, | Données mesurées lors du NFL Scouting Combine 2012, | Données mesurées lors du NFL Scouting Combine 2012, | Données mesurées lors du NFL Scouting Combine 2012, | Données mesurées lors du NFL Scouting Combine 2012, | Données mesurées lors du NFL Scouting Combine 2012, | Données mesurées lors du NFL Scouting Combine 2012, |
| Taille                                              | Poids                                               | Long. bras                                          | Taille main                                         | 40 yds dash                                         | 10 yds split                                        | 20 yds split                                        | 20 yds shuttle                                      | 3 cone drill                                        | Dét. Vert.                                          | Dét. Long.                                          |
| --------------------------------------------------- | --------------------------------------------------- | --------------------------------------------------- | --------------------------------------------------- | --------------------------------------------------- | --------------------------------------------------- | --------------------------------------------------- | --------------------------------------------------- | --------------------------------------------------- | --------------------------------------------------- | --------------------------------------------------- |
| 1,78 m (5 ft 10 in)                                 | 87,54 kg (193 lb)                                   | 81,3 cm (32 in)                                     | 20,95 cm (8,25 in)                                  | 4.46 s                                              | -                                                   | -                                                   | 4.13 s                                              | 6.95 s                                              | 85,10 cm (33,5 in)                                  | 3,07 m (10 ft 1 in)                                 |

### Rams de Saint-Louis

#### 2012
Janoris Jenkins est sélectionné lors du second tour du draft de la NFL de 2012 par les Rams de Saint-Louis au trente-neuvième choix global.
Lors de la 1re semaine contre les Lions de Détroit, il réussit sa première interception retournée sur 34 yards. En 12e semaine contre les Cardinals de l'Arizona, il retourne 2 interceptions en touchdown contrant un autre débutant Ryan Lindley. Il devient ainsi le 1er joueur des Rams à avoir jamais retourné, en un match de saison régulière, 2 interceptions converties en TD.
Il gagne le Carroll Rosenbloom Memorial Award pour un autre record établi en fin de saison. Il égale le record NFL du débutant (rookie) ayant converti 3 interceptions en touchdown (record détenu jusqu'alors par Charles Tillman, cornerback des Bears de Chicago). Ses 4 TDs défensifs (3 sur interception et 1 à la suite d'un fumble adverse) constituent un autre record de la saison 2012.

#### 2013
Jenkins termine la saison avec 55 tacles, 1 sack et 1 interception en 2013.

#### 2014
Jenkins se voit confier un rôle plus important en 2014 puisqu'il devient titulaire au poste de cornerback. Il termine l'année avec un bilan de 55 tackles et 2 interceptions, ces dernières effectuées lors de la 3e semaine contre les Cowboys de Dallas. Les deux interceptions seront retournées en touchdowns.
Il effectue une autre interception contre les Chargers de San Diego qu'il retourne sur 99 yards pour inscrire le touchdown.
Jenkins, avec son coéquipier Tavon Austin, fut sélectionné comme réservistes pour le Pro Bowl 2015 au poste de cornerback.

#### 2015
Jenkins réalise une saison exceptionnelle en 2015. Il réussit 3 interceptions pour atteindre un total de 10 en carrière professionnelle. Pro Football Focus le classe comme 25e meilleur cornerback de la saison 2015 de la NFL avec une note globale de 80.2. Il fut même classé à un moment donné de la saison comme 11e meilleur CB de la NFL.

### Giants de New York

#### 2016
Le 9 mars 2016, Jenkins signe un contrat de 5 ans pour 62,5 M.US$ avec les Giants de New York.
Pour ses débuts avec les Giants lors de la victoire contre les Cowboys de Dallas, il réussit trois tacles et limite le WR Dez Bryant à une seule réception pour un petit gain de 8 yards.
La semaine suivante contre les Saints de La Nouvelle-Orléans, il enregistre huit tacles, deux passes déviées mais surtout, retourne en touchdown un block défensif sur field goal adverse.
Le 9 octobre 2016, il intercepte à deux reprises QB Aaron Rodgers et enregistre deux tacles et trois passes déviées.
Le 14 novembre 2016, Jenkins réussi six tacles et une passe dévie tandis qu'il limite A. J. Green, meilleur WR de la NFL, à quatre réceptions pour un faible gain de 23 yards,.
Le 27 novembre 2016, après la victoire sur les Browns de Cleveland, Jenkins réussi à dévier deux passes et limite le WR Terrelle Pryor à une seule réception pour un gain minime de 14 yards.
Lors de la seconde victoire de la saison 10 à 7 contre les Cowboys, Jenkins réussi une interception, force un fumble et limite à nouveau le WR Dez Bryant à une réception pour un gain de seulement 10 yards.
Il se blesse lors du premier quart temps du match contre des Lions de Detroit (victoire 17 à 6) et ne reviens pas dans le match.
Le 20 décembre, il est sélectionné pour la première fois de sa carrière pour le Pro Bowl de 2017.

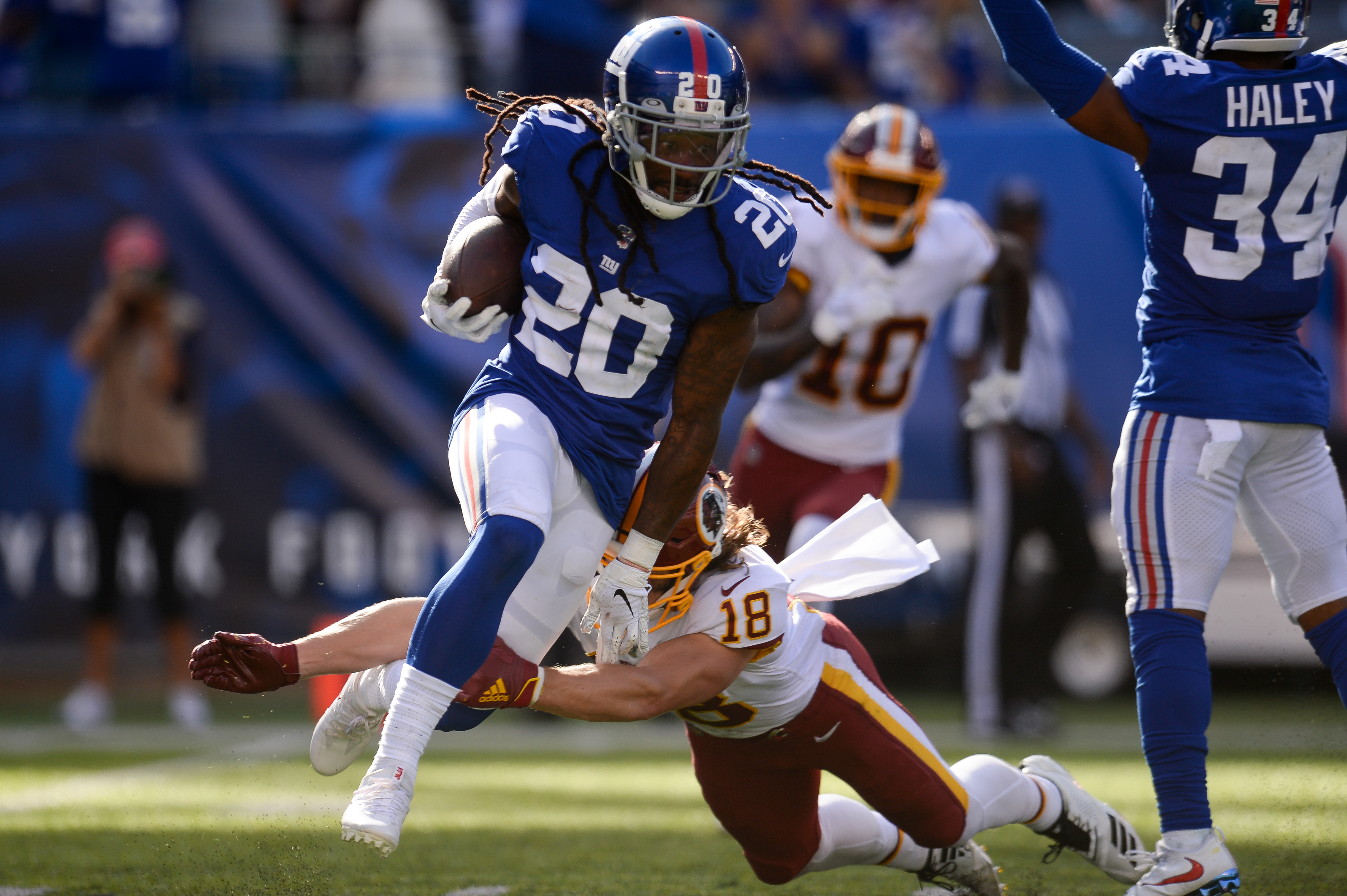
Janoris Jenkins avec les Giants le 29 septembre 2019.

#### 2017
Le 15 octobre 2017, contre les Broncos de Denver, Jenkins réussi cinq tacles et une interception qu'il retourne sur 43 yards pour inscrire un touchdown. Les Giants remportent le match 23 à 10. Le 31 octobre, il est suspendu par la franchise pour violation des règles internes. Il est réintégré dans l'équipe le 7 novembre 2017 ne manquant finalement qu'un seul match,. Le 29 novembre 2017, Jenkins est placé en réserve à la suite d'une blessure entraînant une opération à la cheville ce qui met fin à sa saison.

#### 2018
Jenkins dispute les seize matchs de la saison et cumule 70 plaquages, deux interceptions, 15 passes défendues et un fumble forcé. Les Giants terinent la saison avec un bilan de 5 victoires pour 11 défaites et ratent la phase finale,.

#### 2019
Lors de la victoire 24 à 3 en 4e semaine contre les Redskins de Washington, Jenkins réussit deux interceptions sur des passes du rookie quarterback Dwayne Haskins ce qui lui vaut d'être désigné meilleur joueur défensif de la semaine en NFC,. Deux semaine plus tard, il intercepte une passe de Tom Brady qu'il retourne sur 62 yards en touchdown mais ne peut empêcher la défaite 14 à 35 contre les Patriots. Il réussit sa quatrième interception de la saison sur Matthew Stafford lors de la défaite 26 à 31 contre les Lions de Détroit en 8e semaine.
Le 13 décembre, Jenkins est libéré par les Giants . Il termine la saison avec 54 plaquages, 14 passes défendues et quatre interceptions.

### Saints de La Nouvelle-Orléans
Le 16 décembre 2019, Jenkins est réclamé par les Saints de La Nouvelle-Orléans.
En 17e semaine lors de la défaite 10 à 42 contre les Panthers de la Caroline, Jenkins effectue sa première interception pour les Saints sur une passe de Kyle Allen,. Lors de la défaite 20 à 26 en prolongation lors du tour de wild card contre les Vikings du Minnesota, Jenkins effectue 8 plaquages et un force un fumble sur le wide receiver Adam Thielen récupéré par son coéquipier Vonn Bell

#### 2020
Le 23 mars 2020, Jenkins signe une extension de contrat de deux ans pour un montant de 16,75 millions de $ avec les Saints. Contre Tampa Bay en 1re semaine (victoire 34 à 23), Jenkins réussit sa première interception de la saison sur une passe de Tom Brady qu'il retourne en touchdown sur 36 yards. Lors de la victoire 24 à 9 en 11e semaine contre les Falcons d'Atlanta, il intercepte une passe de Matt Ryan lors du 4e quart-temps.
La semaine suivante (victoire 31 à 3 contre les Broncos de Denver, Jenkins intercepte une passe du wide receiver Kendall Hinton (en).
Les Saints libèrent Jenkins le 11 mars 2021.

### Titans du Tennessee

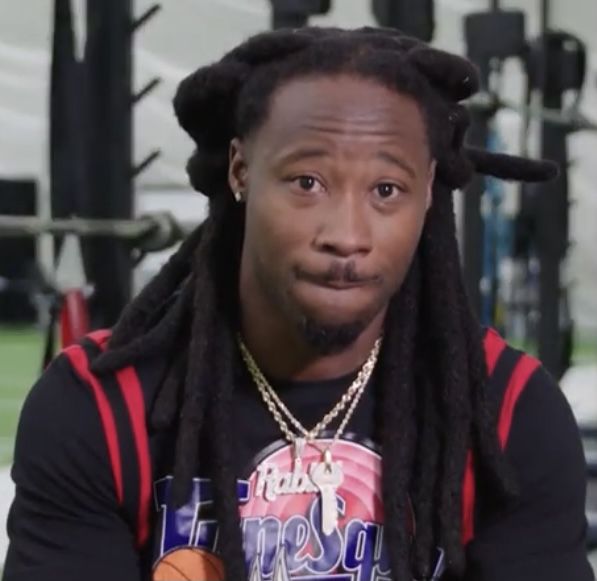
Jenkins en 2021.

Le 19 mars 2021, Jenkins signe un contrat de deux ans avec les Titans du Tennessee pour un montant de 15 millions de $,
Il dispute 14 matchs dont 13 en tant que titulaire, totalisant 54 plaquages, six passes défendues, un fumble forcé et une interception.
Le 15 mars 2022, Jenkins est libéré par les Titans.

### 49ers de San Francisco
Le 28 novembre 2022, Jenkins signe avec les 49ers de San Francisco et y intègre l'équipe d'entraînement. Son contrat se termine après la saison le 29 janvier 2023 et n'est pas renouvelé.

## Statistiques NFL[46]
| Janoris Jenkins      | Janoris Jenkins      | Janoris Jenkins      | Janoris Jenkins      | Janoris Jenkins      | Matchs | Matchs | Interceptions | Interceptions | Interceptions | Interceptions | Interceptions | Fumbles | Fumbles | Fumbles | Fumbles | Sacks et Tackles | Sacks et Tackles | Sacks et Tackles | Punt Retournés | Punt Retournés | Punt Retournés | Punt Retournés | Punt Retournés |
| Saisons              | Âge                  | Équipes              | Pos.                 | N°.                  | M.J.   | M.T.   | Int           | Yrd.          | TDs           | + Yrd.        | PD            | FF      | FR      | Yrd.    | TDs     | Sk.              | T. Solo          | T. Ast.          | P.R.           | Yds            | TD             | + L.RP         | M. Yds/RP      |
| 2012                 | 24                   | SLT                  | CB                   | 21                   | 15     | 14     | 4             | 150           | 3             | 41            | 14            | 0       | 1       | 2       | 1       | 0                | 64               | 9                | 9              | 46             | 0              | 14             | 5.1            |
| 2013                 | 25                   | SLT                  | CB                   | 21                   | 16     | 16     | 1             | 5             | 0             | 5             | 14            | 0       | 1       | 0       | 0       | 1                | 54               | 6                | 0              | 0              | 0              | 0              | 0              |
| 2014                 | 26                   | SLT                  | CB                   | 21                   | 14     | 13     | 2             | 124           | 2             | 99            | 5             | 2       | 0       | 0       | 0       | 0                | 54               | 4                | 0              | 0              | 0              | 0              | 0              |
| 2015                 | 27                   | SLT                  | CB                   | 21                   | 15     | 15     | 3             | 0             | 0             | 0             | 15            | 1       | 0       | 0       | 0       | 0                | 56               | 8                | 1              | 5              | 0              | 5              | 5              |
| 2016                 | 28                   | NYG                  | CB                   | 20                   | 15     | 15     | 3             | 26            | 0             | 23            | 18            | 1       | 0       | 0       | 0       | 1                | 44               | 5                | 0              | 0              | 0              | 0              | 0              |
| 2017                 | 29                   | NYG                  | CB                   | 20                   | 9      | 9      | 3             | 113           | 2             | 53            | 9             | 1       | 0       | 0       | 0       | 0                | 26               | 4                | 0              | 0              | 0              | 0              | 0              |
| Carrière SLT - 4 ans | Carrière SLT - 4 ans | Carrière SLT - 4 ans | Carrière SLT - 4 ans | Carrière SLT - 4 ans | 60     | 58     | 10            | 279           | 5             | 99            | 48            | 3       | 2       | 2       | 1       | 1                | 229              | 27               | 10             | 51             | 0              | 14             | 5.1            |
| Carrière NYG - 2 ans | Carrière NYG - 2 ans | Carrière NYG - 2 ans | Carrière NYG - 2 ans | Carrière NYG - 2 ans | 24     | 24     | 6             | 139           | 2             | 53            | 27            | 2       | 0       | 0       | 0       | 1                | 70               | 9                | 0              | 0              | 0              | 0              | 0              |
| Carrière NFL         | Carrière NFL         | Carrière NFL         | Carrière NFL         | Carrière NFL         | 84     | 82     | 16            | 418           | 7             | 99            | 75            | 7       | 2       | 2       | 1       | 2                | 299              | 36               | 10             | 51             | 0              | 14             | 5.1            |

## Palmarès

### Universitaire
- Sélectionné comme lycéen All-American en 2007 par le magazine Parade
- Champion de la SEC en 2008
- Sixième cornerback du pays au niveau lycéen par Rivals.com
- Sélectionné en équipe tupe Freshman de la SEC en 2008
- All-American Freshman en 2008
- Champion national en 2009 (BCS National Champion)
- Sélectionné dans l'équipe type de la SEC en 2010
- Sélectionné en troisième équipe All-American en 2010
- Sélectionné dans l'équipe All-American de la Div II NCAA en 2011

### Professionnel
- Joueur défensif de la 12e semaine de la NFC en 2012
- Gagnant du Trophée Carroll Rosenbloom Memorial en 2012
- Sélectionné dans l'équipe PFWA All-Rookie en 2012
- Sélectionné pour le Pro Bowl 2017

## Vie privée
Le 1er juin 2009, Jenkins est arrêté près d'un bar par la police de Gainesville à la suite d'une bagarre suivie d'une rébellion. Il avait frappé à la tête un autre homme vers deux heures du matin. La police du utiliser un taser pour le neutraliser. Lorsqu'on lui demande la raison du début de la bagarre, Jenkins déclare qu'il pensait que cet homme tentait de lui voler la chaîne en or qu'il portait autour de son cou.
Le 23 avril 2011, Jenkins est poursuivi par la Police de Gainesville à la suite d'une détention illégale de marijuana. Il avait déjà été condamné pour les mêmes faits le 1er janvier 2011 et avait du payer une amende de 316 $. Le 26 avril 2011, il est renvoyé de l'équipe des Gators de la Floride à la suite de sa seconde arrestation en trois mois par rapport à la drogue.
Jenkins est le cousin du linebacker des Bears de Chicago, Pernell McPhee
jenkins est surnommé depuis son éqpoque universitaire : "Jackrabbit"